# デッド・ボーイズ
デッド・ボーイズ (Dead Boys) は、スティーヴ・ベイターズが中心となって1976年に結成されたパンク・ロック・バンド。ニューヨークのセックス・ピストルズとも言われ、カルト的な人気を誇った。1977年のメジャー・デビューからほとんど1年という短い期間で解散した。

## 概要
最初の活動期間で、ファースト・アルバム『デッド・ボーイズ登場!!〜ヤング・ラウド・アンド・スナッティ』、セカンド・アルバム『ウィ・ハヴ・カム・フォー・ユア・チルドレン』の2作を残している。後者はプロデューサーにフェリックス・パパラルディを迎えて制作された。
その後、何度かの再結成と解散を行っている。
ボーカルのスティーヴ・ベイターズは、1990年にパリにて交通事故で死去している。
ガンズ・アンド・ローゼスはアルバム『ザ・スパゲッティ・インシデント?』（1993年）で、セカンド・アルバムの収録曲「エイント・イット・ファン」をカバーした。

## ディスコグラフィ

### スタジオ・アルバム
- 『デッド・ボーイズ登場!!〜ヤング・ラウド・アンド・スナッティ』 - Young, Loud and Snotty (1977年、Sire)
- 『ウィ・ハヴ・カム・フォー・ユア・チルドレン』 - We Have Come for Your Children (1978年、Sire)
- Still Snotty: Young, Loud and Snotty at 40 (2017年、Plowboy) ※ファースト・アルバムの新録音盤

### 別ミックス・アルバム
- Younger, Louder and Snottier (1997年、Bomp!) ※ファースト・アルバムのラフ・ミックス
- 3rd Generation Nation (1999年、Bad Boy Production) ※セカンド・アルバムのプレミックス

### ライブ・アルバム
- Night of the Living Dead Boys (1981年、Bomp!)
- The Return of the Living Dead Boys (1987年、Revenge) ※1977年7月22日、CBGBにて録音
- 『ライヴ・アット・ザ・リッツ』 - Liver Than You'll Ever Be (1988年) ※1987年12月26日、ニューヨーク、ザ・リッツにて録音
- Twistin' on the Devil's Fork: Live At CBGB's (1998年、Hell Yeah / Bacchus) ※1977年10月2日、1978年8月31日、CBGBにて録音
- All This and More (1998年、Bomp!) ※1977年録音